# 1917 en science-fiction
| Années de la science-fiction : 1914 - 1915 - 1916 - 1917 - 1918 - 1919 - 1920    |
| Décennies de la science-fiction : 1880 - 1890 - 1900 - 1910 - 1920 - 1930 - 1940 |

L'année 1917 est marquée, en matière de science-fiction, par les événements suivants.

## Naissances et décès

### Naissances
- 25 février : Anthony Burgess, écrivain britannique, mort en 1993.
- 17 mars : Charles Fontenay, écrivain et journaliste américain, mort en 2007.
- 5 avril : Robert Bloch, écrivain américain, mort en 1994.
- 28 août : Jack Kirby, scénariste et dessinateur de comics américain, mort en 1994.
- 16 décembre : Arthur C. Clarke, écrivain britannique, mort en 2008.

## Prix
La plupart des prix littéraires de science-fiction actuellement connus n'existaient alors pas.

## Parutions littéraires

### Romans
- Une princesse de Mars par Edgar Rice Burroughs.